# Fräse (Bodenbearbeitung)

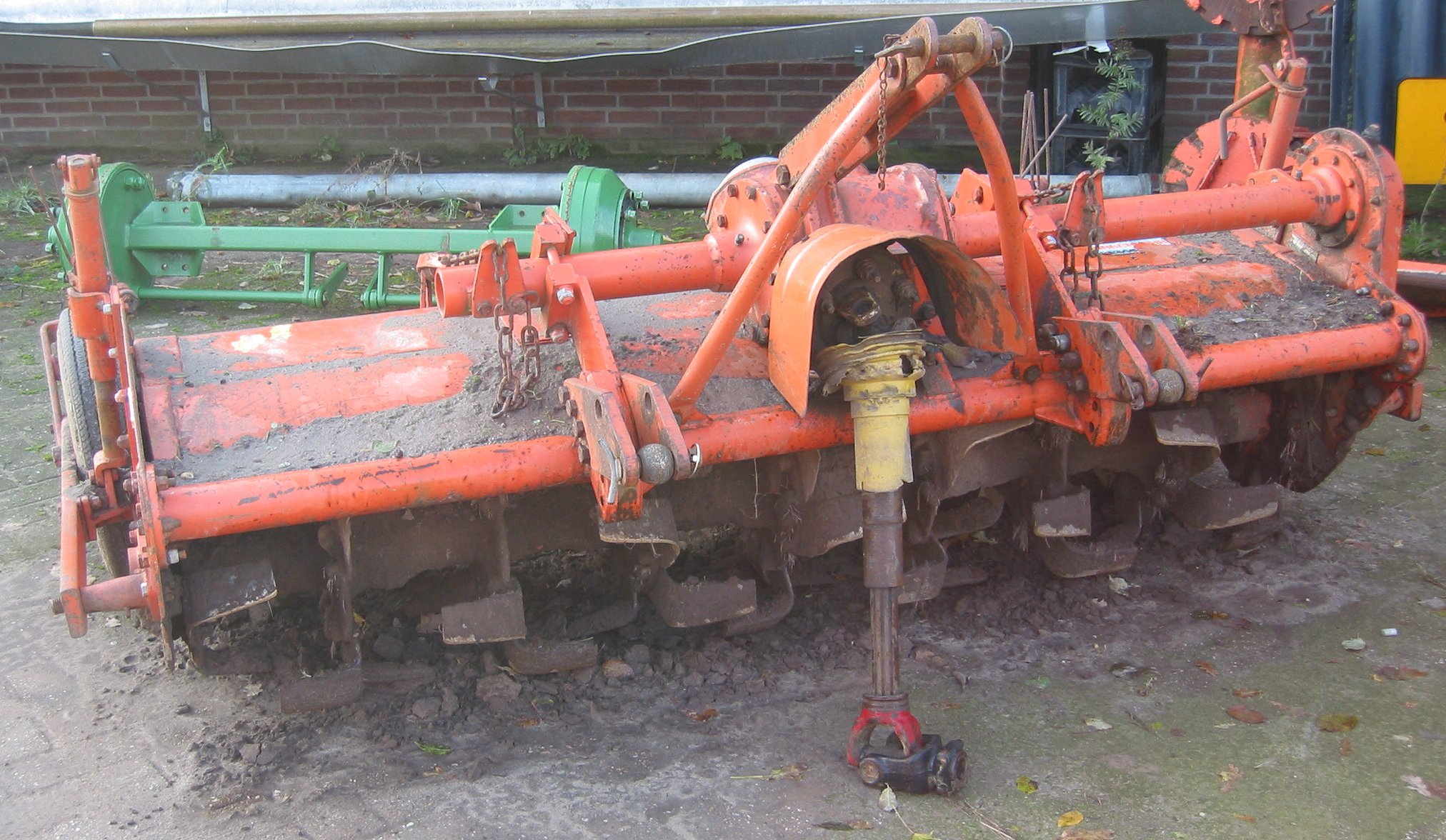
Fräse für den Traktor

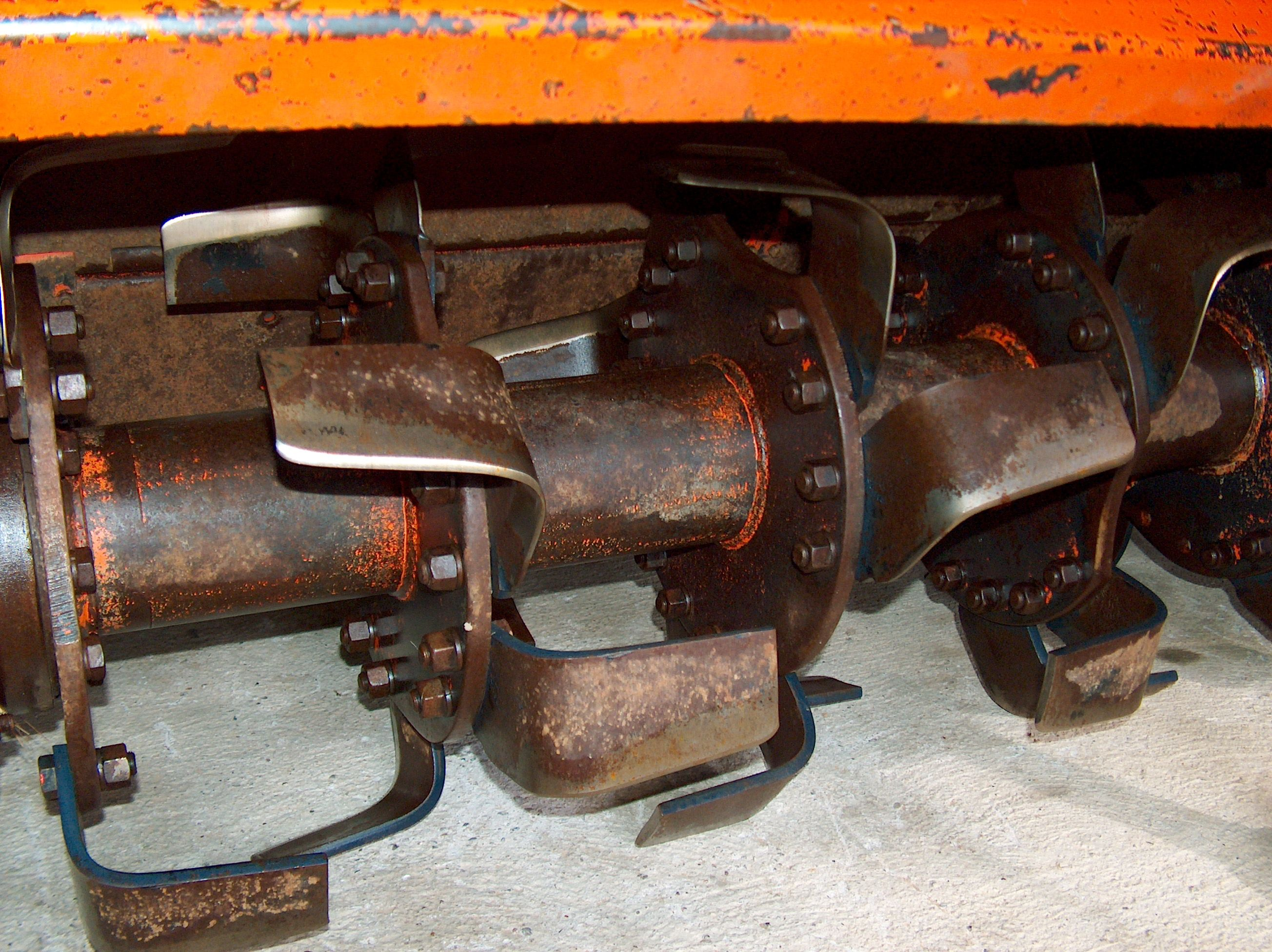
Detailansicht einer Fräse

Die Fräse ist ein Bodenbearbeitungsgerät. Sie kann ergänzend oder anstelle des Pflugs oder anderer Bodenbearbeitungsgeräte eingesetzt werden. Mit der Fräse kann auch organisches Material (Erntereste, Gründüngung) eingearbeitet werden; durch das Fräsen gelangt mehr Sauerstoff in den Boden, so dass organische Massen schneller abgebaut werden. Sie ermöglicht bei leichten bis mittelschweren Böden in einem Arbeitsgang ein fertiges Saat- oder Pflanzbett herzurichten. Je langsamer die Fräse gefahren wird und je schneller die Fräswelle sich dreht, desto feiner wird der Boden gelockert. Problematisch ist ein zu häufiges Fräsen, da es zu einer Entmischung der Kornfraktionen des Bodens führen kann.

## Aufbau und Funktionsweise
Die Fräse wird als Anbaugerät entweder an einen Einachsschlepper oder an der Dreipunkthydraulik eines Traktors angebaut und von dessen Motor mittels einer Zapfwelle angetrieben. Die meist etwa 15 cm langen, am äußeren Ende abgewinkelten Messer der Fräse rotieren um eine waagrechte Welle (Fräswelle) in Drehrichtung der Schlepperräder. Die Fräsmesser schneiden auch stark durchwurzelte Erde aus dem Boden heraus und werfen sie gegen ein Prallblech, wodurch der Boden gelockert, gekrümelt und vermengt wird. Die Fräse ist eines der wenigen landwirtschaftlichen Geräte, welche den Traktor nicht zum Ziehen  benötigen, sondern die der Traktor bremst, um ein intensiveres Bearbeiten des Bodens zu ermöglichen. Die eigentliche Fräse ist zur Unfallvermeidung üblicherweise von einem Gehäuse umgeben. Mit Fräsen lässt der Boden sich in der Regel bis etwa 15 cm Tiefe bearbeiten, es gibt aber auch Ausführungen mit besonders großem Durchmesser der Fräswalze, die Bearbeitungstiefen bis etwa 30 cm zulassen.
Mit Patentschrift 18/137/20 vom 6. August 1921 wurde die Fräse für Arthur Clifford Howard in Australien patentiert.
Ein ähnliches Gerät ist die Motorhacke.

## Umkehrfräse
Die Umkehrfräse ist eine Sonderbauform, bei der die Fräswelle sich entgegengesetzt zur Drehrichtung der Schlepperräder dreht. Die von den Fräsmessern herausgeschnittene Erde wird gegen ein Sieb geworfen, wodurch Steine oder grobe Pflanzenreste von der Feinerde getrennt und folgend von dieser abgedeckt werden. So erhält man ein von Steinen und sonstigem störenden Material freies, feingekrümeltes Saatbeet.

## Dammfräse

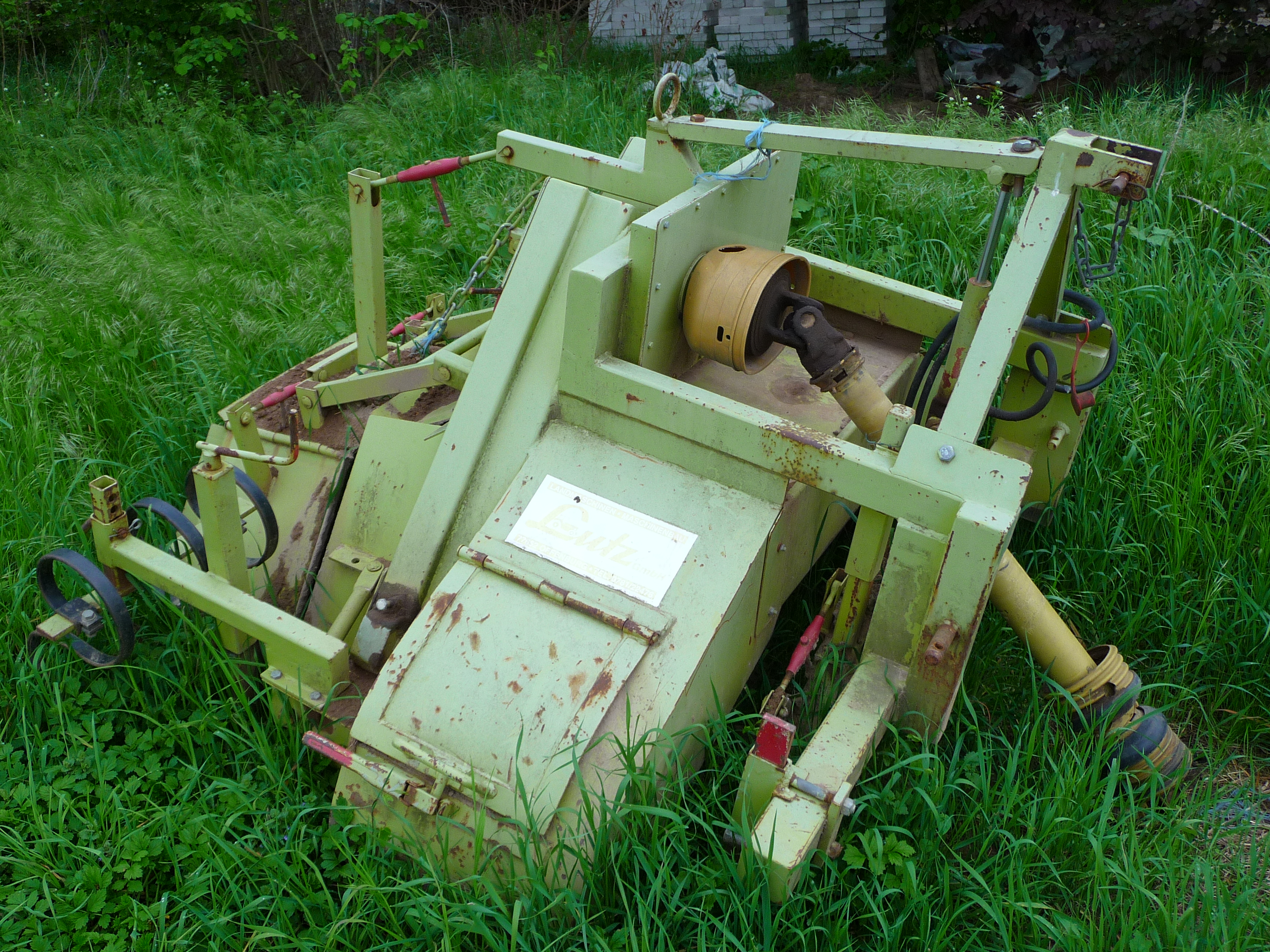
Dammfräse für den Spargelanbau

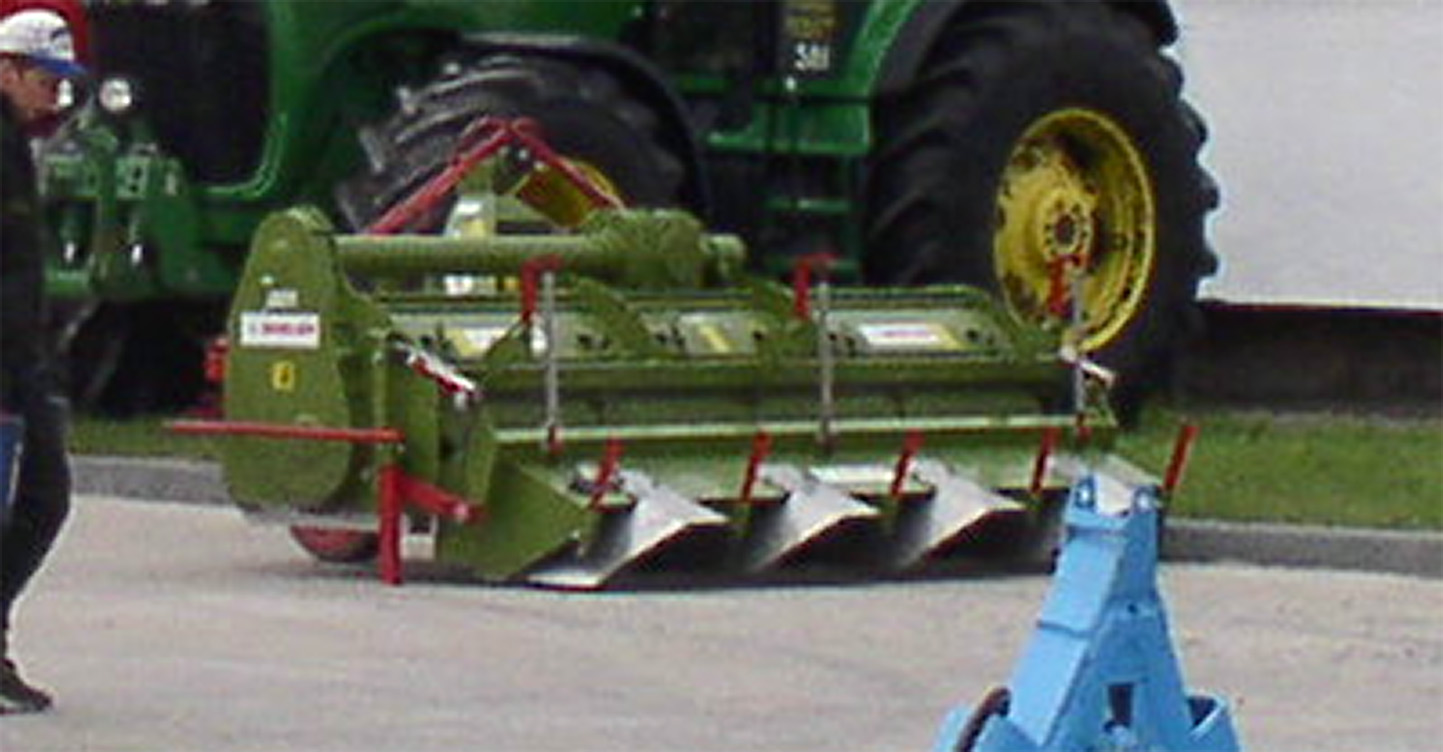
Kartoffeldammfräse

Die Dammfräse ist eine weitere Sonderbauart und wird im Spargel- und Kartoffelanbau zum Erstellen der Dämme, in denen die Pflanzen wachsen, verwendet.
Im Kartoffelbau wird häufig die Bodenbearbeitung, das Legen und die Dammformung in einer Maschine kombiniert (all-in-one-Verfahren). Diese Kombination reduziert den Bodendruck, den Arbeitsaufwand und den Energieverbrauch. Ebenso wird das bodenverfügbare Wasser geschont. Weiterhin wird durch die stetig mittige Ablage der Kartoffel im Damm der Grünanteil im Erntegut auf ein Minimum reduziert.